# Рымжанов, Ораз Макатович
Ораз Макатович Рымжанов (10 августа 1946, Алма-Ата — 25 августа 2001, там же) — общественный и государственный деятель СССР и Казахстана, оператор, режиссёр, кинопродюсер. Основатель международного кинофестиваля «Евразия», Депутат Верховного Совета Казахской ССР XII созыва. Член Союза кинематографистов СССР и Казахстана.
В 1976 году окончил операторский факультет ВГИКа. После окончания учебы работал на киностудии «Казахфильм», снял более 60 документальных, художественных и мультипликационных фильмов.
С ноября 1989 по май 1999 года возглавлял Союз кинематографистов Казахстана. 1992—1996 гг. председатель Госкинокомпании «Казахкино»; с 1996 по 2001 гг. председатель Национального продюсерского киноцентра.

## Фильмография
Кинооператор мультфильма «Барсук и луна»  https://www.youtube.com/watch?v=tEmkV9RXQVQ 1981 год
Продюсер художественного фильма «Тот, кто нежнее», 1996 год
Режиссёр и оператор документального фильма «Полигон», 1990 год
Режиссёр и оператор документального фильма «Муратбек, сын Жунуспека»
Оператор документального фильма «Музыкальная Алма-Ата»

## Награды
Кинопремия «Бастау» в 1987 году. https://www.filmofond.kz/found-page-1/?search=qРымжанов (недоступная+ссылка)
Лауреат Государственной премии Республики Казахстан в 1992 году за фильм «Полигон». 
Награждён орденом «Курмет» в 1996 году. 
В 2001 году удостоен премии «Тарлан» — «За вклад». 
В сентябре 2016 года была открыта звезда в его честь на Аллее славы киностудии «Казахфильм».
В его честь названа одна из улиц г. Алма-Ата.

## Семья
- Отец — Макат Рымжанов. Мать — Бишай Рымжанова.
- Супруга — Салиха Рымжанова (дочь Сералы Кожамкулова). Дети: сын Данияр, дочери Айгерим и Жамиля.

## ТВ программы и фильмы посвященные О.Рымжанову
ТВ программа "Линия судьбы - Вижу добрых людей", телеканал "Хабар" 
https://khabar.kz/ru/arkhiv/programmy/item/113147-liniya-sudby-vizhu-dobrykh-lyudej-oraz-rymzhanov
ТВ программа на телеканале Казах ТВ - 70 лет со дня рождения кинооператора, режиссера и продюсера - Ораза Рымжанова
https://web.archive.org/web/20210709181513/https://old.qazaqtv.com/o/ru/teleproekty/item/20463-nashe-kino-12-08-16